# ناحیه خیرپور

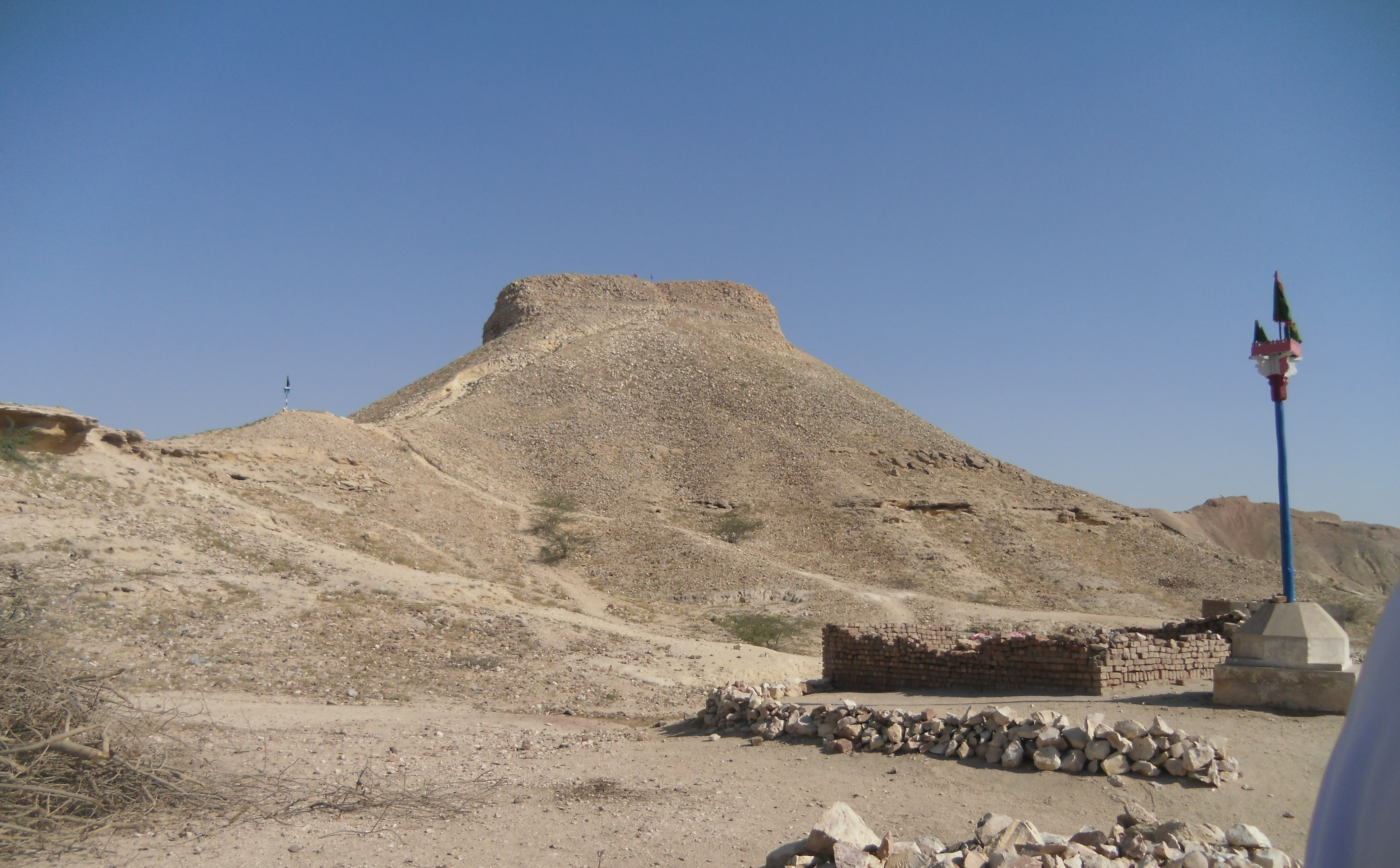
رشته کوه خیرپور میرس

خیرپور یک ناحیه در ایالت سند پاکستان است .

## خصوصیات
این ناحیه ۱۵٬۹۱۰ کیلومترمربع مساحت دارد.